# 파란트로푸스
파란트로푸스 또는 건장한 오스트랄로피테쿠스(robust australopithecines)는 파란트로푸스속(Paranthropus) 화석 인류의 총칭이다. 파란트로푸스는 그리스어로 "~너머"를 뜻하는 "para"와 "인간"을 뜻하는 "anthropos"의 합성어이다. 파란트로푸스(건장한 오스트랄로피테쿠스)는 가냘픈 오스트랄로피테쿠스 원인(Australopithecus)으로부터 유래한 것으로 추정하고 있으며, 직립 보행을 하였다. 어떤 이들은 파란트로푸스를 오스트랄로피테쿠스라고 생각하기도 한다.

## 설명
파란트로푸스는 널리 인정되는 두 종인 파란트로푸스 로부스투스(P. Robustus)와 P. 보이세이(P. boisei)를 포함하는 멸종된 호미닌 속이다. 그러나 파란트로푸스의 타당성은 논쟁의 여지가 있으며 때로는 오스트랄로피테쿠스와 동의어로 간주되기도 한다. 그들은 또한 견고한 오스트랄로피테쿠스라고도 불린다. 그들은 플라이오세 말기부터 홍적세 중기까지 약 290만년에서 120만년 전(mya) 사이에 살았다.
파란트로푸스는 튼튼한 두개골과 정중선을 따라 눈에 띄는 고릴라 같은 시상 능선(강한 씹는 근육을 암시하는)이 있고 갈기 위해 사용되는 넓은 초식 이빨이 특징이다. 그러나 그들은 질기고 단단한 음식보다 부드러운 음식을 선호했을 가능성이 높다. 파란트로푸스(Paranthropus) 종은 일반적인 먹이를 먹는 동물이었지만 파란트로푸스 로부스투스는 잡식성일 가능성이 높았지만 P. 보이세이(P. boisei)는 초식성이었고 주로 구근을 먹었다. 그들은 두발 동물이었다. 튼튼한 머리에도 불구하고 몸은 비교적 작았다. 평균 체중과 키는 파란트로푸스 로부스투스 남성의 경우 키 132cm(4ft)에서 40kg(88lb), P. 보이세이 남성의 경우 키 137cm(4ft 6in)에서 50kg(110lb), 32kg으로 추정된다. 파란트로푸스 로부스투스 여성의 경우 110cm(3ft 7in)에서 71lb(71lb), P. 보이세이 여성의 경우 124cm(4ft 1in)에서 34kg(75lb)이다.
이들은 일부다처제와 부계 사회였을 가능성이 있지만, 오스트랄로피테쿠스 사회에 대한 현대적 유사체는 없다. 그들은 뼈 도구와 연관되어 있으며 불 사용의 최초 증거로 논쟁의 여지가 있다. 그들은 일반적으로 삼림 지대에 거주했으며 일부 초기 인류 종, 즉 A. 아프리카누스, H. 하빌리스 및 H. 에렉투스와 공존했다. 그들은 당시의 대형 육식동물, 특히 악어, 표범, 검치호와 하이에나의 먹이가 되었다.

## 같이 보기
- 오스트랄로피테쿠스
- 아르디피테쿠스
- 오로린 투게넨시스
- 사헬란트로푸스
- 그래코피테쿠스